# Charles Dugast-Matifeux
Pour les articles homonymes, voir Dugast.
Charles Dugast-Matifeux, né à Saint-Hilaire-de-Loulay le 23 octobre 1812, mort dans la même commune le 15 avril 1894, est un historien français.

## Biographie
Charles Dugast-Matifeux naît le 23 octobre 1812 à Matifeu un village de la commune de Saint-Hilaire-de-Loulay, à proximité de Montaigu (Vendée), où il vit plusieurs années au 1, rue de Tiffauges, face à l'église Saint Jean-Baptiste. Après avoir tâté de la médecine, il suit des études de droit, obtenant une licence en 1840. Il devient un temps le secrétaire de Philippe Buchez et collabore à l'Histoire parlementaire de la Révolution française. Il est également un rédacteur régulier du Phare de la Loire, le grand journal républicain de Nantes, et de la Biographie bretonne de Prosper Jean Levot.
Ses idées républicaines lui valent d'être arrêté après l'insurrection républicaine des 5-6 juin 1832 et le coup d'État du 2 décembre 1851. Lors de l'exil politique de Jules Michelet à Nantes (où il réside du 21 juin 1852 au 16 octobre 1853), il lui fournit de la documentation sur les guerres de Vendée pour son Histoire de la Révolution. Il collabore également avec l'érudit Benjamin Fillon, qui le choisit comme exécuteur testamentaire et lui lègue ses collections. Il fait connaître à ce dernier un cahier manuscrit, portant des notes de la main de Catherine de Parthenay et de son ancien précepteur, donnant à lire la vie de Soubise.
Conseiller municipal de Nantes de 1870 à 1888, puis de Montaigu à partir de cette date, ordonnateur au bureau de bienfaisance, administrateur de l'hospice, président de la délégation cantonale, il est président de la Commission administrative de la Bibliothèque municipale de Nantes à partir de 1874. Candidat républicain aux élections législatives du 20 février 1876 dans la 2e circonscription de La Roche-sur-Yon, il est battu avec 3 273 voix,  sur 11 510 votants et 18 574 inscrits, contre 8 106 voix au candidat « monarchiste clérical », le Dr Paul Bourgeois,.
En 1894, il lègue 13 000 volumes et pièces imprimés, ainsi que de nombreux manuscrits, à la Bibliothèque municipale de Nantes,,.
Mort le 15 avril 1894, il est inhumé après des funérailles civiles, le 18 avril 1894 au cimetière Saint-Jacques à Montaigu.

## Distinctions

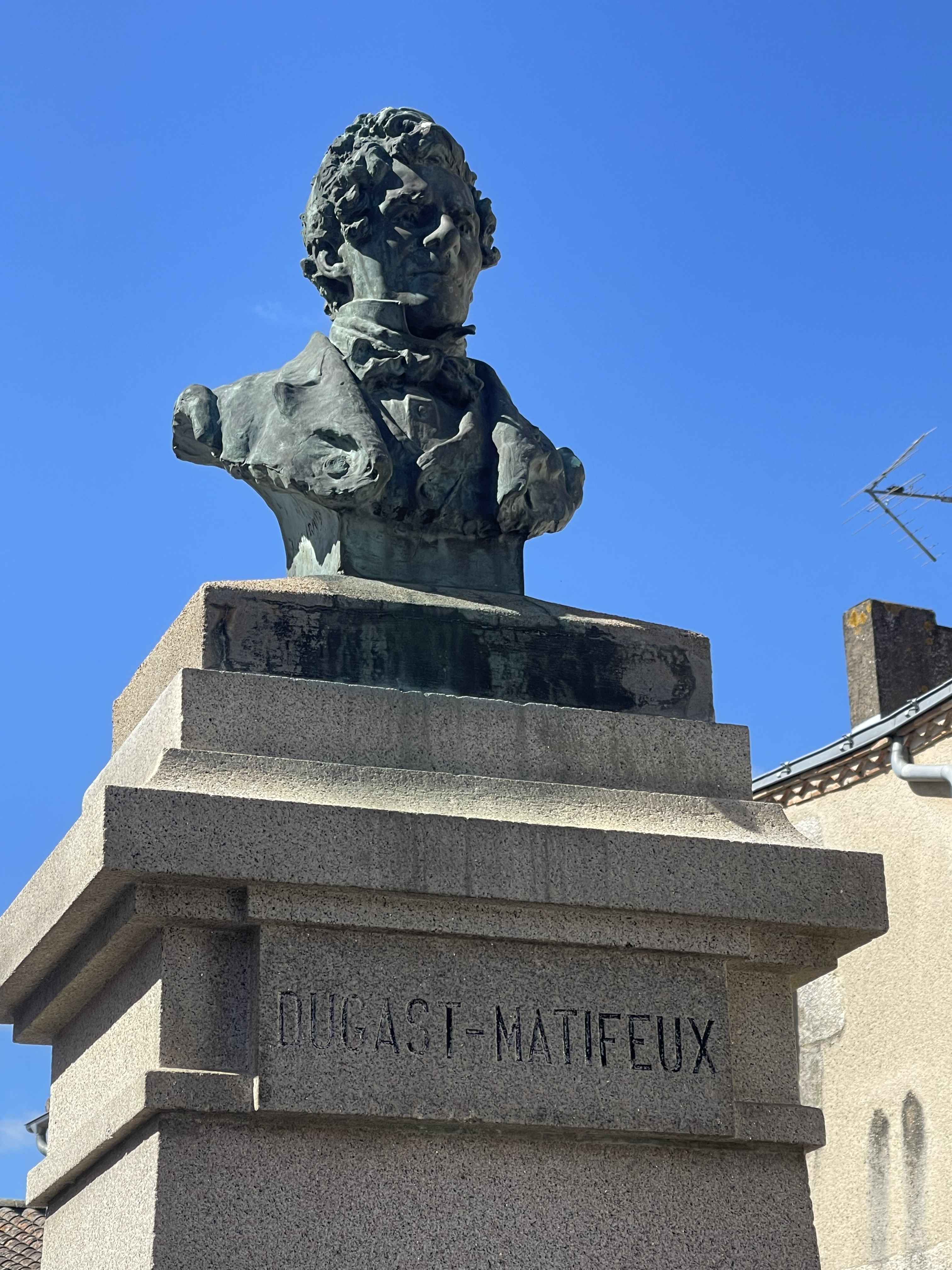
Buste de Charles Dugast-Matifeux. Bronze (1958), en remplacement d'un bronze original de Georges Bareau (1908) retiré durant l'Occupation. Place Dugast-Matifeux, Montaigu-Vendée.

- Chevalier de la Légion d'honneur (décret du 13 juin 1886).

## Hommages
Portent son nom :
- Une rue de Nantes (Loire-Atlantique) ;
- Une place dans le centre-ville de Montaigu (Vendée), où se trouve un monument avec un buste à son effigie[15],[16] ;
- Un passage à La Roche-sur-Yon (Vendée).

## Œuvres
- Histoire patriotique des arbres de la liberté d'Henri Grégoire, précédée d'Un essai sur sa vie et ses ouvrages de Charles Dugast, Paris, A. Havard, 1833, IV-284 pages.
- Notice sur Goupilleau de Fontenay. Extrait d'une Histoire inédite de Montaigu (Vendée), Nantes, imprimerie de Vve Mellinet, 1845, 48 pages.
- Notice sur Bachelier, président du Comité révolutionnaire de Nantes, Fontenay, imprimerie de Robuchon, 1849, 44 pages.
- Notice sur la vie et les ouvrages de Jacques Bujault, laboureur à Chaloue, près Melle, Fontenay, imprimerie de Robuchon, 1849, 15 pages.
- Ligne transversale de l'Ouest. Études sur le chemin de fer de Nantes à Limoges, soumises à la Société académique de Nantes, dans sa séance du 8 novembre 1854, pour être présentées à la commission d'enquête de la Loire-Inférieure, Nantes, imprimerie de W. Busseuil, 1854, 16 pages.
- « Le Commerce honorable » et son auteur, suivi des édits d'établissement de la Compagnie de commerce du Morbihan en 1626, Nantes, imprimerie de Vve C. Mellinet, 1854, 72 pages.
- Notice sur le peintre Portail (extrait de la Revue des provinces de l'Ouest, 2e année, 1854-1855), Nantes, imprimerie de A. Guéraud, 12 pages.
- Nicolas Travers, historien de Nantes et théologien, suivi d'un complément inédit de son « Histoire », Nantes, imprimerie de Vve C. Mellinet, 1857, 120 pages.
- Le Château d'Aux en 1794: rectification historique concernant la Révolution, Nantes, imprimerie de Vve C. Mellinet, 1857, 36 pages.
- Complément inédit d'une lacune de l'« Histoire de Nantes », par Travers, comprenant les années 1693 à 1717, et supplément aux années suivantes jusqu'en 1750, Nantes, imprimerie de Vve Mellinet, 1860, 40 pages.
- Nantes ancien et le pays nantais: comprenant la chronologie des seigneurs, gouverneurs, évêques et abbés; le pouillé diocésain et la topographie historique de la ville et du pays, A. L. Morel, 1879, 583 pages.
- Carrier à Nantes: précis de la conduite patriotique et révolutionnaire des citoyens de Nantes, en réponse aux inculpations de Carrier, Robespierre et Jullien, Nantes, Vier, 1885, 1 vol., 151 pages.
- Notice sur Revellière-Lépeaux, député aux états généraux, membre de la Convention nationale, directeur de la République française. Nouvelle édition, revue et augmentée, publiée pour l'inauguration de son buste à Montaigu-Vendée, le 14 juin 1886, Paris, Hetzel, 1886, 31 pages.